# 文布乡
文布乡，是中华人民共和国西藏自治区那曲市尼玛县下辖的一个乡。

## 行政区划
文布乡下辖以下地区：
南社区和北村。